# Санта Паломба-Рома II (Рим)
Санта Паломба-Рома II је насеље у Италији у округу Рим, региону Лацио.
Према процени из 2011. у насељу је живело 600 становника. Насеље се налази на надморској висини од 124 м.